# حكومة شرودر الأولى
أدت حكومة شرودر الأولى اليمين في 27 تشرين الأول 1998 بعد انتخابات عام 1998 وألقت مهامها في 22 تشرين الأول 2002 بعد تشكيل حكومة شرودر الثانية، التي تشكلت بعد انتخابات عام 2002.

## التشكيل الوزاري
| المنصب | الصورة                                              | شاغل المنصب                                      | الحزب |
| --- | --------------------------------------------------- | ------------------------------------------------ | ----- |
| المستشار |                                                     | غيرهارد شرودر                                    | SPD   |
| نائب المستشار، الخارجية |                                                     | يوشكا فيشر                                       | الخضر |
| الداخلية |                                                     | أوتو شيلي ‏                                       | SPD   |
| العدل |                                                     | هيرتا دويبلر غملين ‏                              | SPD   |
| المالية |                                                     | اوزكر لافونتاينه حتى 11 آذار 1999                | SPD   |
| المالية |                                                     | فيرنر مولر بالوكالة، 11آذار 1999 – 12 ميسان 1999 | مستقل |
| المالية |                                                     | هانز ايشيل من 12 نيسان 1999                      | SPD   |
| الاقتصاد والتكنولوجيا |                                                     | فيرنر مولر                                       | مستقل |
| الوزير الاتحادي للغذاء والزراعة والغابات في 12 كانون الأول 2001 تحول إلى: الوزير الاتحادي للأغذية والزراعة وحماية المستهلك |                                                     | كارل هاينز فونكه ‏ حتى 12 كانون الثاني 2001       | SPD   |
| الوزير الاتحادي للغذاء والزراعة والغابات في 12 كانون الأول 2001 تحول إلى: الوزير الاتحادي للأغذية والزراعة وحماية المستهلك |                                                     | ريناتي كوناست من 12 كانون الثاني 2001            | الخضر |
| العمل |                                                     | فالتر ريستر ‏                                     | SPD   |
| الدفاع |                                                     | رودولف شاربينغ ‏ حتى 19 تموز 2002                 | SPD   |
| الدفاع | بيتر شتروك من 19 تموز 2002                          |                                                  | SPD   |
| الأسرة |                                                     | كريستينه بيرغمان ‏                                | SPD   |
| الصحة |                                                     | أندريا فيشر حتى 12 كانون الثاني 2001             | الخضر |
| الصحة |                                                     | أولا شميت من 12 كانون الثاني 2001                | SPD   |
| النقل والعمران |                                                     | فرانتس مونتيفيرينغ حتى 29 أيلول 1999             | SPD   |
| النقل والعمران | راينهارد كليمت 29 أيلول 1999 – 20 تشرين الثاني 2000 |                                                  | SPD   |
| النقل والعمران | كورت بوديفيغ ‏ من 20 تشرين الثاني 2000               |                                                  | SPD   |
| البيئة |                                                     | يورغن تريتين                                     | الخضر |
| التعليم |                                                     | ادلغارد بولمان                                   | SPD   |
| التعاون الاقتصادي |                                                     | هايدماري فيكزوريك تسويل ‏                         | SPD   |
| الشؤون الخاصة، رئيس المستشارية                                                                                             |                                                     | بودو هومباخ حتى 7 تموز 1999                      | SPD   |

ما لم يذكر خلاف ذلك خدم الوزير كامل فترة الحكومة.

## روابط خارجية
- مجلس الوزراء الألماني  (بالإنجليزية)
- الوزارات الاتحادية في ألمانيا (بالإنجليزية)